# Station Chorzew Siemkowice
Station Chorzew Siemkowice is een spoorwegstation tussen de Poolse plaatsen Chorzew en Siemkowice.